# Hiva Oa
Pour la commune, voir Hiva-Oa.
Hiva Oa est une île de l'archipel des Marquises Sud en Polynésie française et le chef-lieu de Hiva-Oa. Longtemps capitale administrative de l'archipel, Hiva Oa est la plus connue des Îles Marquises. L'île compte plusieurs centres d'intérêt, comme les sites archéologiques de Puamau où l'on peut observer les plus grands tikis de Polynésie, le site de Ta'a 'Oa, qui compte plus de mille paepae, un musée consacré au peintre Paul Gauguin et les tombes du chanteur Jacques Brel et de l'illustre peintre Paul Gauguin.

## Géographie

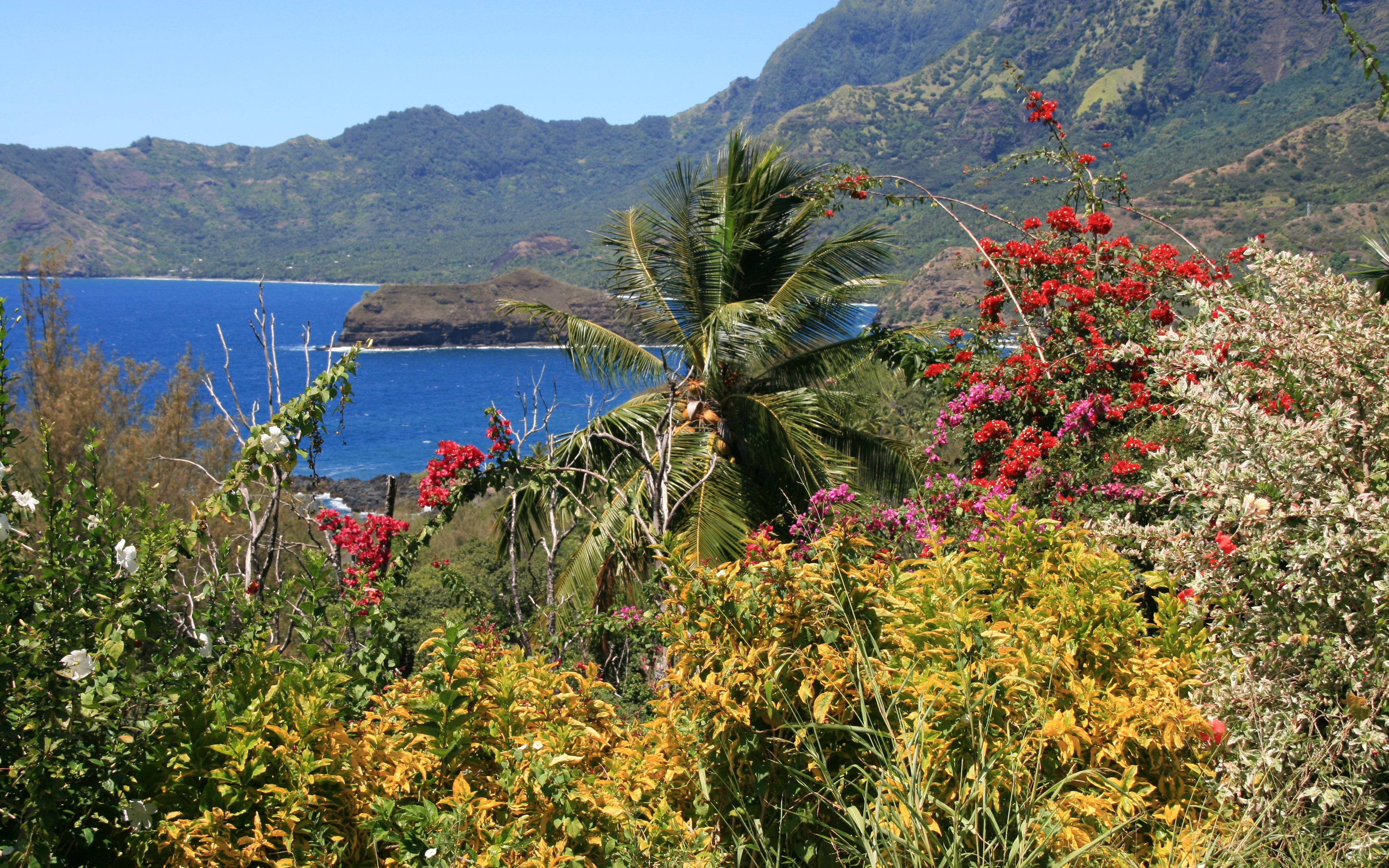
Hiva Oa, vue au bord de la route d'Atuona à Puamau.

Elle est située au nord de Tahuata, dont elle est séparée par la Ha‘ava, détroit de 4 km de largeur.
Elle est divisée en deux communes associées : Atuona et Puamau.

### Climat
Les températures sont stables tout au long de l'année, mais les précipitations sont variables. Plus importantes au nord et à l'est de l'île (au vent), elles sont plus réduites à l'ouest (sous le vent). Les sécheresses, parfois longues de plusieurs années, sont fréquentes et possiblement liées aux variations du courant El Niño. Le record annuel de précipitations enregistré à Atuona est de 3 760 mm, et le minimum de 560 mm.
| Mois                                        | jan.          | fév.          | mars          | avril         | mai           | juin          | jui.          | août         | sep.          | oct.          | nov.         | déc.         | année      |
| ------------------------------------------- | ------------- | ------------- | ------------- | ------------- | ------------- | ------------- | ------------- | ------------ | ------------- | ------------- | ------------ | ------------ | ---------- |
| Température minimale moyenne (°C)           | 23,2          | 23,5          | 23,8          | 23,9          | 23,5          | 23,1          | 22,6          | 22,5         | 22,6          | 22,6          | 22,8         | 23,1         | 23,1       |
| Température moyenne (°C)                    | 27,1          | 27,4          | 27,6          | 27,4          | 27            | 26,3          | 25,8          | 25,7         | 26,1          | 26,4          | 26,8         | 27,1         | 26,7       |
| Température maximale moyenne (°C)           | 31            | 31,3          | 31,4          | 31            | 30,5          | 29,5          | 29            | 29           | 29,5          | 30,2          | 30,8         | 31,1         | 30,4       |
| Record de froid (°C) date du record         | 19,2 25.1957  | 18,3 07.1950  | 19,9 01.1957  | 19,8 25.1944  | 19,2 29.1950  | 18,5 18.1944  | 17,7 15.1958  | 16,8 16.1955 | 18 23.1957    | 18 01.1950    | 18,6 20.1955 | 17,5 08.1955 | 16,8 1955  |
| Record de chaleur (°C) date du record       | 35,3 04.1941  | 35 10.2012    | 35 09.1966    | 35 27.1941    | 34,7 07.2013  | 33,8 23.1954  | 33 06.1941    | 32,6 22.1987 | 34,2 27.1976  | 34,7 15.1987  | 35 21.1982   | 36,1 15.1972 | 36,1 1972  |
| Ensoleillement (h)                          | 211,1         | 200,3         | 201,7         | 193,6         | 199,8         | 179,5         | 172,5         | 185,4        | 195,5         | 218,7         | 212,2        | 229,2        | 2 399,3    |
| Précipitations (mm)                         | 170           | 163,2         | 196,7         | 191,3         | 167,6         | 156,3         | 162,4         | 138,1        | 79            | 91,9          | 94,7         | 88,2         | 1 699,4    |
| Record de pluie en 24 h (mm) date du record | 244,3 22.1983 | 205,4 28.1983 | 158,9 16.2017 | 120,4 06.1986 | 179,8 04.1997 | 206,7 21.1992 | 151,8 02.1991 | 98,7 21.1981 | 214,4 05.2012 | 180,3 27.1975 | 112 17.1983  | 124 07.1957  | 244,3 1983 |
| Nombre de jours avec précipitations         | 13,7          | 14            | 16            | 15            | 14,9          | 15,4          | 17,1          | 15           | 11,9          | 11,9          | 11,6         | 10,5         | 166,9      |
| Nombre de jours d'orage                     | 0,9           | 1,6           | 2             | 1,3           | 0,3           | 0,1           | 0,1           | 0,1          | 0             | 0,1           | 0,3          | 0,4          | 7,2        |

| Diagramme climatique                                  |               |               |             |               |               |             |             |            |              |              |              |
| J                                                     | F             | M             | A           | M             | J             | J           | A           | S          | O            | N            | D            |
| 3123,2170                                             | 31,323,5163,2 | 31,423,8196,7 | 3123,9191,3 | 30,523,5167,6 | 29,523,1156,3 | 2922,6162,4 | 2922,5138,1 | 29,522,679 | 30,222,691,9 | 30,822,894,7 | 31,123,188,2 |
| Moyennes : • Temp. maxi et mini °C • Précipitation mm |               |               |             |               |               |             |             |            |              |              |              |

## Histoire

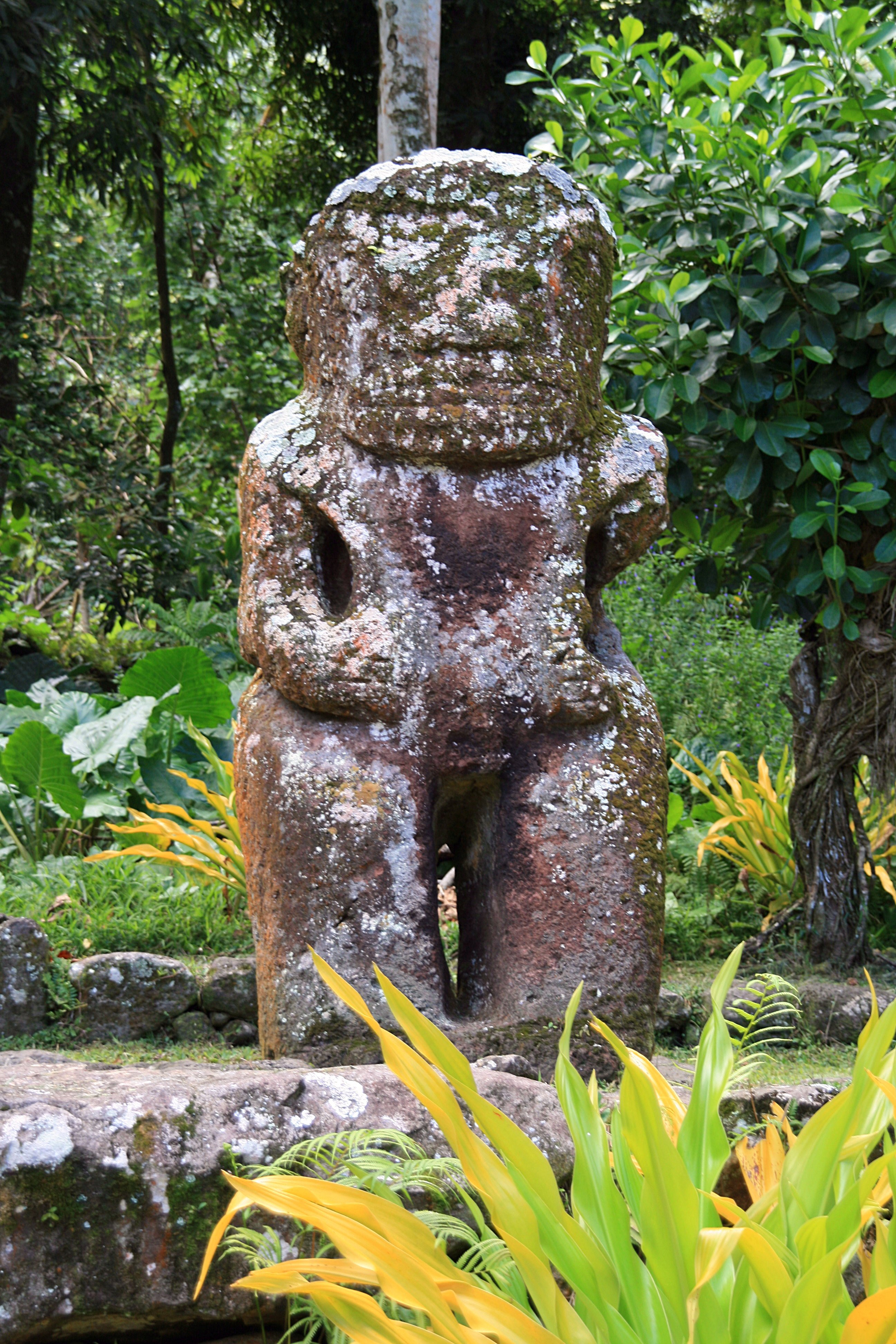
Tiki représentant le chef Taka'i'i, sur le site du Mea'e Te l'Ipona, près de Puamau.

Dans la légende de la création des îles Marquises, chaque île de l’archipel représente une partie de la maison traditionnelle, Hiva oa signifiant « la poutre faîtière ».
L'île « Kivoa » est découverte un dimanche de juillet 1595 par le navigateur Álvaro de Mendaña qui lui donne alors le nom espagnol de Dominica. (Dominique en français). 

## Démographie
Hiva Oa est l'île la plus peuplée de l'archipel des Marquises Sud, et la seconde de l’archipel après Nuku Hiva.
En 2012, elle comptait 2 447 habitants, dont 1845 dans la commune associée de Atuona  et 345 dans celle de Puamau.
Les habitants parlent la langue marquisienne du sud et le français.

Démographie de Hiva ʻOa depuis 1971.

## Économie
L'aérodrome de Hiva Oa, dénommé aérodrome Jacques-Brel depuis 2008, est situé sur une colline à 451 m d'altitude. Il est distant de 10 km par la route de la ville d'Atuona. Air Tahiti dessert régulièrement l'île depuis Papeete. Atuona est le point de départ des bateaux rapides et du Te ata o hiva qui desservent les îles de Fatu Hiva et Tahuata.
L'aterrage du câble sous-marin Natitua et sa mise en service en décembre 2018 permet à Hiva Oa d'être relié à Tahiti et à l'internet mondial à haut-débit.

## Personnalités liées à l'île

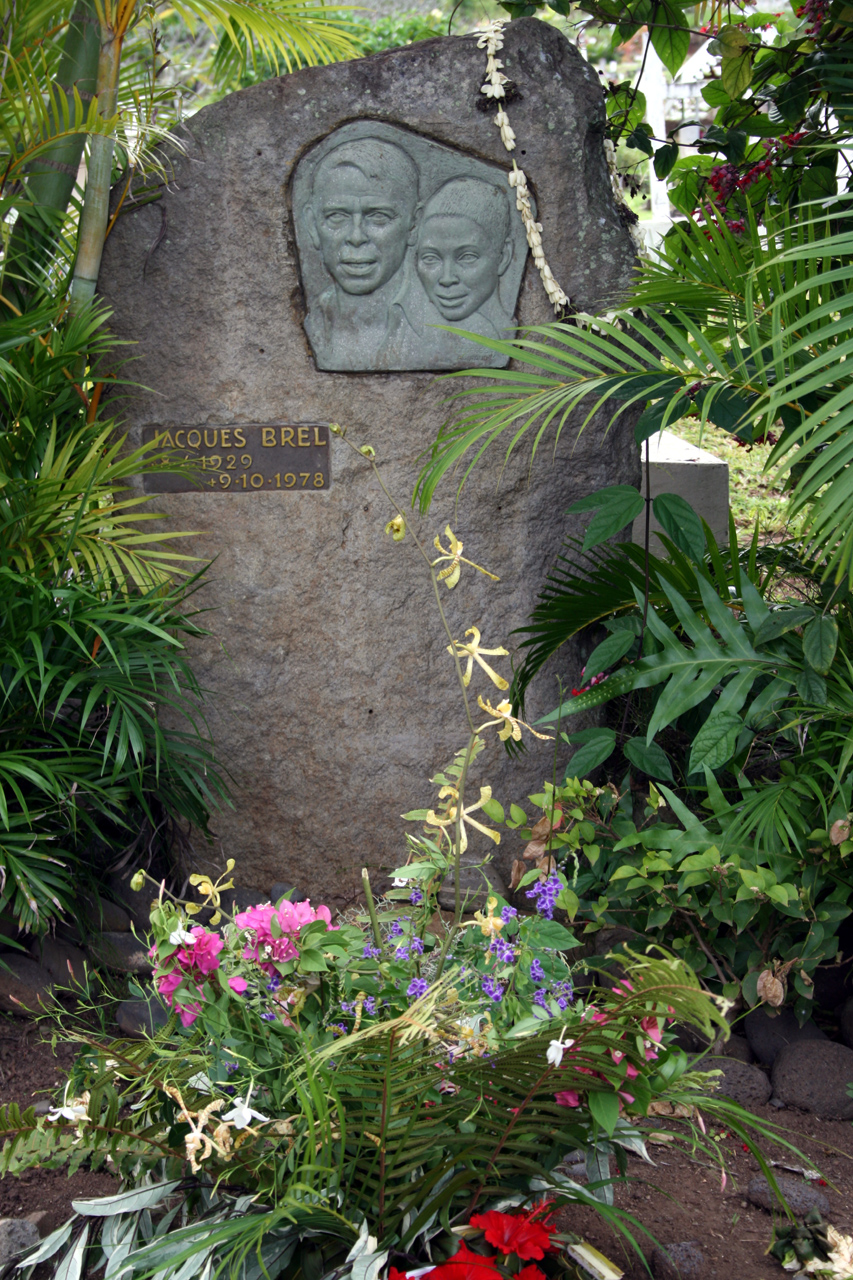
Pierre tombale de Jacques Brel à Atuona.

- D'après la tradition orale, Hotu Matu'a, premier roi de l'île de Pâques, serait venu de Hiva Oa, après avoir d'abord envoyé sept Praos en éclaireurs dans tous les azimuts, pour trouver de nouvelles terres[10].
- Le chanteur Jacques Brel et le peintre Paul Gauguin y demeurèrent l'un et l'autre dans les dernières années de leur vie. Ils reposent tous les deux au cimetière d'Atuona. Plusieurs copies d'œuvres de Gauguin sont exposées dans un musée au centre du village. À proximité se trouve une reconstitution de la Maison du Jouir qui abrita le peintre pendant son séjour.
- Moerani Frébault, un homme politique élu député de la première circonscription de la Polynésie française le 29 juin 2024[11].